# 民間の能力を活用した国管理空港等の運営等に関する法律
民間の能力を活用した国管理空港等の運営等に関する法律（みんかんののうりょくをかつようしたくにかんりくうこうとうのうんえいとうにかんするほうりつ、平成25年6月26日法律第67号）は、地域の実情を踏まえつつ民間の能力を活用した効率的な空港運営を図るため、国が管理する空港等についてＰＦＩ法に基づく公共施設等運営権を設定して運営等が行われる場合における関係法律の特例を設ける等の所要の措置を講ずることに関する日本の法律である。
2013年（平成25年）6月26日に公布、2013年7月25日に施行された。

## 制定経緯
日本国の空港は、社会経済の発展や高速交通需要の増大に伴い順次整備が進められてきた結果、現在、全国で合計97 を数えるに至っており、配置的側面から見れば、ほぼ概成している。今後、人口減少・少子高齢化が一層進展することを考慮すると、かつてのような国内航空需要の右肩上がりの増加が見込まれないことから、更なる効率的な空港経営が求められている中で、「整備」から「運営」へとその重点をシフトした空港政策をどのように進めていくかが課題とされているとの認識のもと、滑走路等の航空系事業とターミナルビル等の非航空系事業について、民間による一体経営を実現し、着陸料等の柔軟な設定等を通じた航空ネットワークの充実、内外の交流人口拡大等による地域活性化を図るために制定された。

## 法令構成
- 目次
- 第一章　総則（第一条－第三条）
- 第二章　国管理空港特定運営事業に係る関係法律の特例等（第四条－第九条）
- 第三章　地方管理空港特定運営事業に係る関係法律の特例等（第十条－第十三条）
- 第四章　雑則（第十四条－第十六条）
- 第五章　罰則（第十七条－第二十条）
- 附則

## 手続の流れ
1. 国土交通大臣が、民間の能力を活用した国管理空港等の運営等に関する基本方針を策定する[3]。これは法律全体の基本方針であり、2013年11月1日に官報で告示された[4][5]。
2. 基礎資料となる、滑走路・ビルの資産調査を行う。以下の手続は個別空港ごとに行われる[6]。
3. 民間投資意向調査を行う[6]。
4. PFI法に基づく実施方針の策定・公表を行う[6]。
5. 運営権者の選定プロセスを行う[6]。
6. 民間事業者による運営が開始される[6]。

## 検討状況
2020年9月現在、運営権者の選定が終わり、民間による運営が開始され、又は開始時期が決定している空港及びその時期は下記のとおりである。かっこ内が開始時期。
- 仙台空港（2016年7月）
- 高松空港（2018年4月）
- 福岡空港（2019年4月）
- 新千歳空港（2020年6月）
- 旭川空港（2020年10月）
- 稚内空港（2021年3月）
- 釧路空港（2021年3月）
- 函館空港（2021年3月）
- 帯広空港（2021年3月）
- 女満別空港（2021年3月）
- 熊本空港（2020年4月）
- 広島空港（2021年7月）
- 但馬空港（2015年1月）
- 神戸空港（2018年4月）
- 鳥取空港（2018年7月）
- 静岡空港（2019年4月）
- 南紀白浜空港（2019年4月）